# Cartago (provincie)
Cartago je jednou ze sedmi kostarických provincií. Je druhou nejmenší provincií Kostariky. Na celkové poměry v Kostarice je tato provincie bohatá. Průměrné roční teploty se pohybují v rozmezí 12 a 20 stupňů. Nacházejí se zde naleziště zlata, černého uhlí a mědi.
Tato provincie se skládá z 8 kantonů:
- Cartago (Cartago)
- Paraíso (Paraíso)
- La Unión (Tres Ríos)
- Jiménez (Juan Viñas)
- Turrialba (Turrialba)
- Alvarado (Pacayas)
- Oreamuno (San Rafael)
- El Guarco (Tejar)

Hlavním městem je stejnojmenné Cartago, které je rovněž nejstarším městem na území Kostariky.